# 科科拉足球俱乐部
科科拉足球俱乐部（芬蘭語：Kokkolan Pallo-Veikot）是位于芬兰科科拉的足球俱乐部，成立于1930年。俱乐部在2019年赛季参加芬蘭足球超級聯賽，但在赛季后重新降级至芬兰足球甲级联赛。球队的主场是科科拉中央球场。球队的本地竞争对手是位于同一城市的陈卡勒比球会。

## 成就
- 芬兰顶级联赛冠军：1969
- 芬兰顶级联赛亚军：1973
- 芬兰顶级联赛季军：1971，1975
- 芬兰杯亚军：1982，2006